# Zeit des Zorns (2010)
Zeit des Zorns (persisch شکارچی Schekartschi, DMG Šekārčī, ‚Der Jäger‘), englischsprachiger Festivaltitel: The Hunter, ist ein iranischer Spielfilm aus dem Jahr 2010.

## Handlung

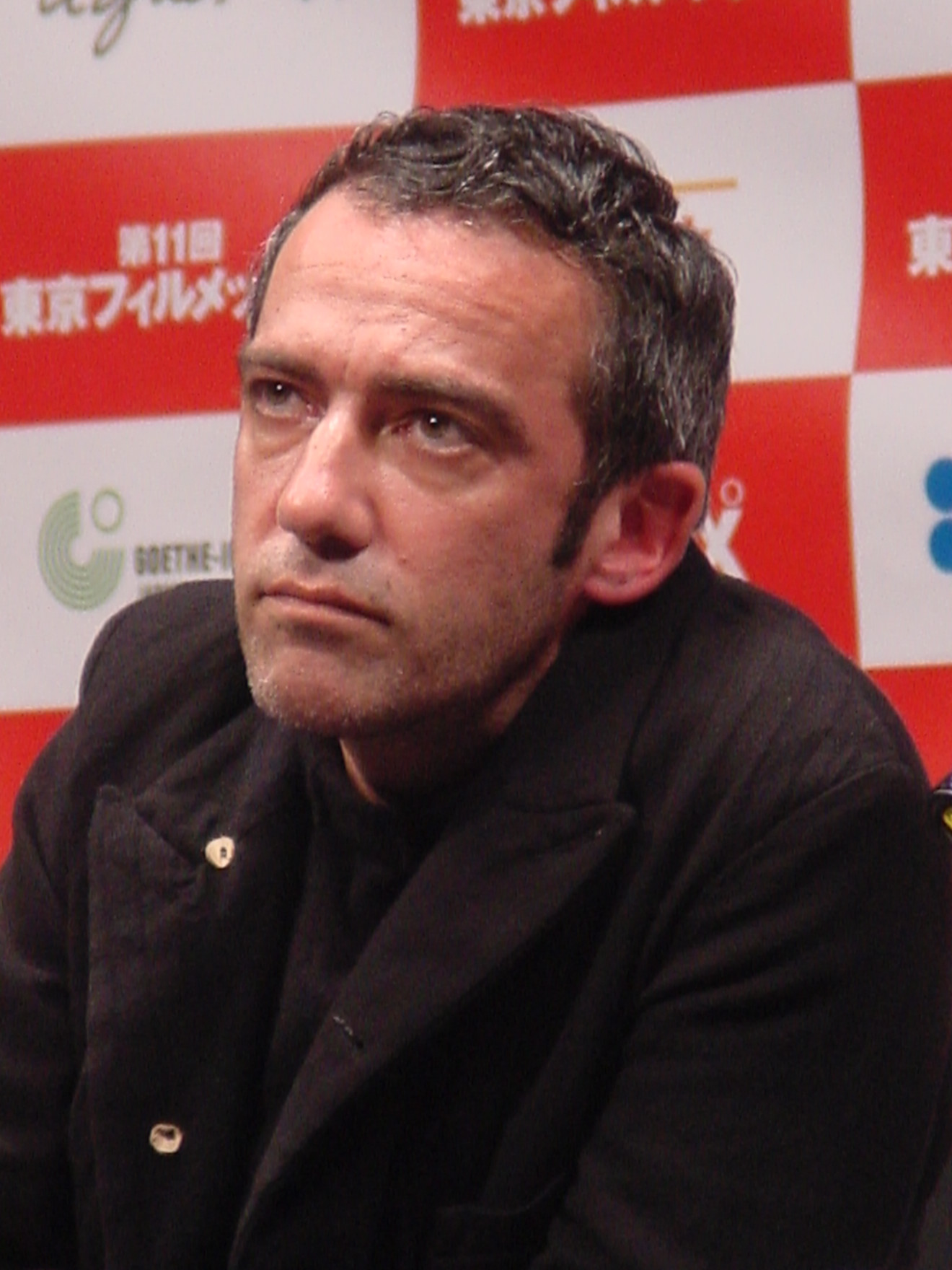
Rafi Pitts schrieb das Drehbuch, führte Regie und spielt die Hauptrolle des Films

Der aus dem Gefängnis entlassene Ali Alavi ist leidenschaftlicher Jäger. In der Einsamkeit des Waldes findet er seine Freiheit. Er ist verheiratet mit Sara. Sie haben eine kleine Tochter, die Saba heißt. Trotz seines Makels des ehemaligen Strafgefangenen erhält er eine Arbeitsstelle in Teheran als Nachtwächter. Das Familienleben findet fortan nur noch am Wochenende statt. Während des Arbeitsalltages sieht er seine Familie kaum noch. Als er eines Tages von der Arbeit nach Hause kommt, wartet er auf Sara und Saba. Doch sie erscheinen nicht. Schließlich geht er zur Polizei und gibt eine Vermisstenanzeige auf. Nach langem Warten erfährt er, dass seine Frau während einer Demonstration von Polizisten erschossen worden ist. Die Polizei gibt an, dass es von der Tochter keine Spur gibt. Schließlich müssen sie jedoch ebenfalls zugeben, dass auch die Tochter bei dem Schusswechsel mit Demonstranten ums Leben gekommen ist. Ali beschließt Rache. Der Jäger wartet auf einer Stadtautobahnbrücke auf seine Opfer. Zahlreiche Privatfahrzeuge fahren vorbei. Schließlich sieht er einen Streifenwagen und erschießt zwei Polizisten.
Ali begibt sich mit seinem Auto auf die Flucht. Er wird per Helikopter gesucht. Zwei Streifenpolizisten machen sich auf die Verfolgung. Als Ali die Beherrschung über sein Auto verliert und in eine Böschung rast, macht er sich zu Fuß auf den Weg in einen Wald. Die Polizisten erkennen sein Vorhaben und verfolgen ihn. Schließlich können sie ihn gefangen nehmen. Der jüngere Polizist, ein Zivildienstleistender, will ihn überführen, während der Polizeioffizier Rache für seine erschossenen Kollegen nehmen möchte. Es kommt zum Konflikt zwischen den beiden Polizisten. In einem Haus bewacht der Polizeioffizier nun Ali, der sich jedoch, dank der Hilfe des jüngeren Polizisten, befreien kann. Er überwältigt den Offizier und wechselt mit ihm die Kleidung. Als Ali aus dem Haus tritt, erkennt der junge Polizist in ihm seinen Kollegen und erschießt Ali.

## Kritik
„Starke Bilder bietet Shekarchi, dessen Intensität in den letzten zwanzig Minuten leider ein wenig nachlässt. Das schadet dem Werk in seiner Gesamtheit allerdings kaum, bleibt doch der Eindruck eines aufrüttelnden Dramas mit unterschwelliger Gesellschaftskritik haften. Es braucht allerdings viel Geduld, bis der Film nachhaltig wirken kann.“

„Der Regisseur hätte sicherlich alle Zeichen unserer Zeit zu seinen Gunsten stehen gehabt, um das aussagekräftige Drama zu einem wirklich interessanten, viel diskutierten Werk zu befördern. Doch Zeit des Zorns langweilt. 88 Minuten lang verfolgt der Zuschauer einen Protagonisten, dessen Tun und Empfinden seltsam fern bleiben, dessen Inneres nicht erklärt wird, dessen Trauer nicht verbildlicht.“

## Auszeichnungen
Die Deutsche Film- und Medienbewertung FBW in Wiesbaden verlieh dem Film das Prädikat besonders wertvoll.
Der Film erlebte seine Welturaufführung 16. Februar 2010 als Wettbewerbsbeitrag der Berlinale 2010. Bei der Preisvergabe ging der Film allerdings leer aus.